# هيكارو أراي
هيكارو أراي (باليابانية: 新井光) هو لاعب كرة قدم ياباني في مركز الوسط، ولد في 14 أبريل 1999 في ناغانو في اليابان. لعب مع شونان بلمار.

## وصلات خارجية
- هيكارو أراي على موقع رابطة كرة القدم اليابانية للمحترفين (اليابانية)
- هيكارو أراي على موقع قاعدة بيانات كرة القدم.إي يو (الإنجليزية)
- هيكارو أراي على موقع Soccerway.com (الإنجليزية)
- هيكارو أراي على موقع عالم كرة القدم.نت (الإنجليزية)